# Hermann Messmann
Hermann Messmann (* um 1455, wahrscheinlich in Münster; † 25. März 1515 in Lübeck) war ein Kaufmann, Ratsherr und Diplomat der Hansestadt Lübeck.

## Leben
Messmanns Herkunft aus Münster ist von dort nicht belegt, sondern lediglich eine in der Forschung angenommene Vermutung. Er ist als junger deutscher Handlungsgehilfe in Stockholm 1475 urkundlich nachgewiesen. Aus dieser Zeit stammen seine sehr guten Beziehungen zu schwedischen Politikern. Nach 1485 wurde er Lübecker Bürger und betrieb von Lübeck aus als Kaufmann seine umfangreichen Handelsgeschäfte mit Stockholm. Die in Lübeck geführten Pfundzollbücher weisen ihm nach Umsatz für die Zeit von 1492–1496 Platz sieben der Rangliste der mit Stockholm handelnden Lübecker Kaufleute zu. 1494 war er Eigentümer von zwei Schiffen und hielt sieben Parten in weitere Schiffe. 1502 besaß er Grundbesitz in Stockholm.
Messmann wurde 1496 Ratsherr in Lübeck. Er war von 1500–1506 und 1512–1515 Lübecker Amtmann des Beiderstädtischen Amtes Bergedorf. In seiner ersten Amtszeit auf dem Schloss Bergedorf ließ er 1501 die Kirche St. Petri und Pauli in Bergedorf neu erbauen. Zwischenzeitlich war Messmann von 1506 bis 1512 Lübecker Amtmann auf der Riepenburg.
1503 war er, begleitet von dem Ratsherrn Berend Bomhover, in Schweden, wo es aufgrund seiner guten persönlichen Beziehungen zum schwedischen Reichsverweser Sten Sture dem Älteren auf diplomatischem Wege erreicht wurde, dass die Königin Christina frei gelassen wurde. Zu Beginn des Dänisch-Lübischen Krieges 1509 befehligte er, ebenfalls gemeinsam mit dem Ratsherrn Bomhover, die Lübecker Flotte gegen König Johann I. von Dänemark unter dessen Admiral Jens Holgersen Ulfstand. 1509 besetzte er mit der Lübecker Flotte die Insel Bornholm. Sowohl Bornholm wie auch die Insel Gotland wurden verwüstet. Auch in den folgenden Jahren bis 1511 führte er den Oberbefehl auf der Lübecker Flotte. 1510 erwarb er für den schwedischen Reichsverweser Svante Sture in Lübeck zwei Kriegsschiffe und rüstete diese aus.
Sein gleichnamiger Sohn Hermann Mes(s)mann wurde nach dem Tod des Domherrn Franz Diemann, der sie treuhänderisch für ihn gehalten hatte, Inhaber der Vikarie Nr. 32 an der Marienkirche, starb aber schon vor 1537. Seine Tochter Gertrud heiratete den Ratsherrn Andreas Bussmann.